# Hennig Wichmann
Hennig Wichmann († 1401 in Hamburg) war einer der Anführer der Likedeeler, einer Vereinigung ehemaliger Vitalienbrüder.
Zusammen mit Klaus Störtebeker, Klaus Scheld und Magister Wigbold, ebenfalls Anführer der Likedeeler, machte er Ende des 14. Jahrhunderts die Nord- und Ostsee unsicher. Sie besaßen schnelle Schiffe, die blitzartig die Schiffe der Hanse aufbrachten und enterten. Dabei ging es ihnen aber in erster Linie darum, Beute zu machen, und nicht um den Kampf, sodass diejenigen, die sich nicht wehrten, meist „nur“ über Bord geworfen wurden.
Wichmann wurde im Jahre 1401 gemeinsam mit Klaus Störtebeker zusammen mit 71 Gefolgsleuten auf dem Grasbrook vor Hamburg hingerichtet.
Ein Flugblatt aus dem Jahre 1701 bestätigt:
Anno 1401. haben die Hamburger den berühmten See-Räuber Claus Störtebeck / nebst noch einem / Wichmann genannt / bey das Heilig-Land angetroffen / worauff sie die See-Räuber tapfer angegriffen / bey 42. Mann erschlagen / und 70. gefänglich in Hamburg gebracht / welche alle auf dem Brocke sind enthauptet / und ihre Köpffe auf Pfähle gestecket; der Scharfrichter so sie gerichtet / hieß Rosenfeld.
Der Vorname Hennig ist spätere literarische Zutat. In zeitgenössischen archivalischen Quellen ist Wichmann nicht nachweisbar, sondern erst in Chroniken des 15. Jahrhunderts.